# Articulación humerocubital
La articulación humerocubital es una de las estructuras que forman parte de la articulación del codo, sita en el espacio de unión entre los huesos el cúbito y el húmero. Es de tipo trocleoartrosis.

## Superficies articulares
- Húmero: Tróclea humeral, fosa coronoide y fosa olecraniana.[1]
- Cúbito: Olécranon y apófisis coronoides.[1]

## Movimientos
Esta articulación sirve de eje para realizar  el movimiento de flexión extensión del codo. Se realiza sobre un eje que discurre por debajo de los epicóndilos, atravesando la cabeza humeral y la tróclea del húmero.
Es posible efectuar una flexión máxima de 150° y una extensión de 10º. Ambos movimientos son limitados bien por partes blandas (musculatura o grasa en el caso de la flexión) o bien por partes óseas (olécranon en el caso de la extensión)

La articulación presenta un valgo fisiológico especialmente al efectuar la extensión y supinación con un ángulo cubital de 170º.

## Ligamentos
Entre el húmero y el cúbito se sitúan los ligamentos: Ligamento cubital porción anterior, ligamento colateral porción posterior y ligamento colateral cubital, porción transversa.